# Philodromus tortus
Philodromus tortus este o specie de păianjeni din genul Philodromus, familia Philodromidae, descrisă de Charles Denton Dondale și Redner, 1969. Conform Catalogue of Life specia Philodromus tortus nu are subspecii cunoscute.